# Constantí (kommun)
Constantí är en kommun i Spanien.   Den ligger i provinsen Província de Tarragona och regionen Katalonien, i den östra delen av landet, 400 km öster om huvudstaden Madrid. Antalet invånare är 6 774. Arean är 31 kvadratkilometer. Constantí gränsar till Perafort, La Pobla de Mafumet, Els Pallaresos, Tarragonès, Reus och La Selva del Camp. 
Terrängen i Constantí är platt.